# 720p

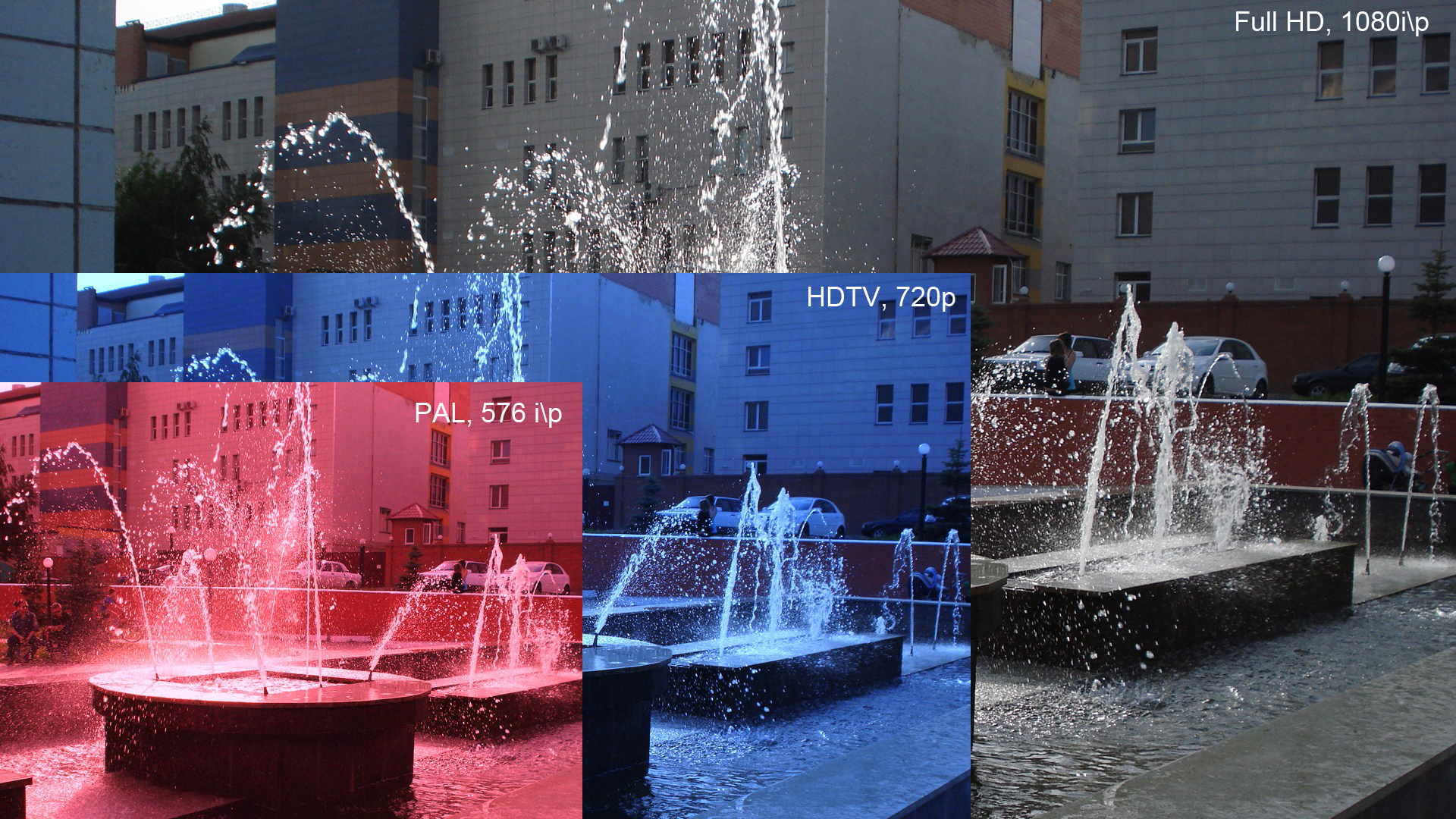

هو واحد من معيارين حديثين لمسح الصورة المرئية معتمدين من قبل هيئة أنظمة التلفزيون الأمريكية. يتميز هذا الأسلوب بأنه يقوم بشمل 720 نقطة عمودية مع 1280 نقطة أفقية. ويشير وجود الحرف p ضمن الرمز 720p إلى الأسلوب المتطور (Progressive) الذي يتعاكس مع الأسلوب المتداخل الذي يؤكده وجود الحرف i ضمن المصطلح 1080i (الذي يشير إلى الأسلوب المتداخل Interlaced). ويضاهي هذا الأسلوب المتطور كما تشير بعض الأوساط الفنية أسلوب المسح المتداخل 1080i رغم أنه يمسح عددا أقل من الأسطر إلا أنه يتميز بمزايا المسح المتطور مع توفر دقة عالية ثابتة للإظهار قدرها 720 سطر، الأمر الذي يعطي قدرة أكبر على التحكم بحركة الصورة أثناء البث المرئي.